# Hemiodontidae
A Hemiodontidae a csontos halak (Osteichthyes) főosztályának sugarasúszójú halak (Actinopterygii) osztályába, a pontylazacalakúak (Characiformes) rendjébe tartozó család. 

5 nemzetségcsoport, 6 nemek és 29 tartozik a családhoz.
Egyes rendszerekben a Parodontidae családhoz tartozó fajokat ide sorolják Parodontinae alcsaládként

## Rendszerezés
A családba az alábbi nemzetségek, nemek és fajok tartoznak a családhoz.
- Anodontini nemzetség
  - Anodus (Cuvier, 1829) – 2 faj 
    - Anodus elongatus
    - Anodus orinocensis

- Micromischodontini nemzetség
  - Micromischodus (Roberts, 1971) – 1 faj
    - Micromischodus sugillatus

- Bivibranchini nemzetség 
  - Bivibranchia (Eigenmann, 1912) – 5 faj 
    - Bivibranchia bimaculata
    - Bivibranchia fowleri
    - Bivibranchia notata
    - Bivibranchia simulata
    - Bivibranchia velox

  - Argonectes (Böhlke & Myers, 1956) – 2 faj 
    - Argonectes longiceps
    - Argonectes robertsi

- Hemiodontini nemzetség
  - Hemiodus (Müller, 1842) – 18 faj
    - Hemiodus amazonum
    - Hemiodus argenteus
    - Hemiodus atranalis
    - Hemiodus goeldii
    - Hemiodus gracilis
    - Hemiodus huraulti
    - Hemiodus immaculatus
    - Hemiodus microlepis
    - Hemiodus orthonops
    - Hemiodus parnaguae
    - Hemiodus quadrimaculatus
    - Hemiodus semitaeniatus
    - Hemiodus sterni
    - Hemiodus ternetzi
    - Hemiodus thayeria
    - Hemiodus tocantinensis
    - Hemiodus unimaculatus
    - Hemiodus vorderwinkleri

- Micromischodontini nemzetség
  - Micromischodus (Roberts, 1971) – 1 faj
    - Micromischodus sugillatus

## Külső hivatkozás
- Képek az interneten az Hemiodontidaeról